# Кірсті Лей
Кірсті Лей (англ. Kirsti Lay; нар. 7 квітня 1988, Медисин-Гет, Канада) — канадська велогонщиця, бронзова призерка Олімпійських ігор 2016 року.

## Виступи на Олімпіадах
| Олімпіада           | Дисципліна                    | Місце |
| ------------------- | ----------------------------- | ----- |
| Ріо-де-Жанейро 2016 | командна гонка переслідування | 3     |